# 米利肯 (科罗拉多州)
米利肯（英語：Milliken），是美国科罗拉多州韦尔德县下属的一座城市。建市于1910年10月1日，面积大约为11.812平方英里（30.593平方公里）。根据2010年美国人口普查，该市有人口5,610人。2011年估计该市有人口5,741人，相比2010年人口增长率为2.34%。同时，论人口该市是科罗拉多州第68大城市。